# Картър (окръг, Кентъки)
Вижте пояснителната страница за други значения на Картър.
Окръг Картър (на английски: Carter County) е окръг в щата Кентъки, Съединени американски щати. Площта му е 1067 km², а населението - 26 889 души (2000). Административен център е град Грейсън.